# 延台寺
延台寺（えんだいじ）は、神奈川県中郡大磯町にある日蓮宗の寺院。山号は宮経山。旧本山は身延山久遠寺。池上法縁。

## 由緒
『曽我物語』の虎御前縁の寺として知られ、曾我祐成と曾我時致兄弟を追善するため、虎御前が法虎庵・曽我堂を建て、跡地に慶長4年（1599年）、身延山19世法主法雲院日道により、開かれた。

## 境内
- 本堂

## 歴代
- 法雲院日道

## 祭事
虎御石まつり（5月第3日曜日）

## 交通
- JR東日本東海道本線「大磯駅」より徒歩10分